# Кастель-Маджоре
Кастель-Маджоре (італ. Castel Maggiore , деколи помилково Castelmaggiore) — муніципалітет в Італії, у регіоні Емілія-Романья,  метрополійне місто Болонья.
Кастель-Маджоре розташований на відстані близько 320 км на північ від Рима, 10 км на північ від Болоньї.
Населення — 18 036 осіб (2014).
Щорічний фестиваль відбувається 30 листопада. Покровитель — Андрій Первозваний
Мер міста Белінда Готарді перевибрана в 2019 році 69,95% голосів..

## Демографія
Населення за роками:

Станом на 1 січня 2023 року в муніципалітеті офіційно проживало 1569 іноземців з 68 країн, серед них 484 громадяни країн Євросоюзу та 99 громадян України.

## Сусідні муніципалітети
- Арджелато
- Бентівольйо
- Болонья
- Кальдерара-ді-Рено
- Гранароло-делл'Емілія
- Сала-Болоньєзе